# San Gregorio di Catania
San Gregorio di Catania är en ort och kommun i storstadsregionen Catania, innan 2015 provinsen Catania, i regionen Sicilien i sydvästra Italien. Kommunen hade 11 880 invånare (2017).